# Zafimaniry
Zafimaniry, mala etnička skupina od 25.000 pripadnika koju neki antropolozi shvaćaju samo kao dio naroda Betsileo. Žive u jugoistočnim šumama središnjeg dijela otoka u regiji Amoron'i Manii na području naroda Tanala. Službeno Zafimaniry nisu narod i nemaju svog predstavnika u parlamentu Madagaskara. Kao i ostali Betsileji govore malgaškim makrojezikom Pretežno ispovijedaju kršćanstvo i animizam.

## Povijest
Zafimaniry su se izdvojili iz svog matičnog naroda Betsileo u 18. stoljeću, i otišli živjeti u potrazi za zemljom u skrovite šume na ozemlje naroda Tanala gdje su krčili tada bujne šume u cilju dobivanja obradive površine. Početkom 19. stoljeća postali su dio Kraljevstva Merina, ali su praktično nastavili živjeti po svome u svom brdovitom kraju. 

## Geografska rasprostranjenost
Ozemlje naroda Zafimaniry nalazi se na jugoistoku Madagaskara u brdima Regije Amoron'i Manie oko gradića Antoetre, koji je njihova neformalna prijestolnica.

## Običaji i kultura
Zafimaniry su kao ljudi iz šume stekli veliko znanje o drvodjelstvu i obradi drva. Drvo rabe za sve, od zidova, prozora, stupova, greda, stolica, škrinja, alata do kuhinjskog posuđa. Svaki od tih predmeta je dojmljivo obrađen s brojnim ukrasnim rezbarijama. Rabe oko dvadeset različitih vrsta drva, od kojih svako ima svoju različitu namjenu. Od drva grade svoje kuće i grobnice, tradicionalnom tehnikom pera i utora bez ijednog metalnog čavla ili klina za spojeve. Geometrijski motivi kojima ukrašavaju većinu svojih radova su simbolični i ne odražavaju samo njihovo austronezijsko podrijetlo već i arapske utjecaje koji prožimaju malgašku kulturu.
Svi njihovi predmeti su jedinstveni, zbog različitog pristupa i trenutačne inspiracije pojedinog drvodjelje. Motivi koje koriste imaju bogato simbolično značenje, i nose tragove uvjerenja i vrijednosti Zafimaniryja. Tako je motiv pauka (tanamparoratra) simbol obiteljske veze, dok je motiv saća (papintanteli) simbol života u zajednici. Ukrasima također simboliziraju status pojedinca unutar skupine.
Nihovo umijeće obrade drva je 2008. godine uvršteno na UNESCO-ov popis svjetske nematerijalne baštine.

## Vanjske poveznice
- Los Zafimaniry na portalu Ikuska